# Список министров по делам беженцев
Министры по делам беженцев занимались социальными вопросами интеграции перемещённых лиц и беженцев, и компенсации понесённого ими ущерба. Министерство просуществовало 20 лет, с 1949 до 1969 года, распределив свои полномочия между другими министерствами.

## Министры по делам беженцев Федеративной Республики Германия, 1949-1969

Герб ФРГ

### Министр ФРГ по делам беженцев, 1949-1953
| Имя          | Дата вступления в должность | Дата снятия с должности | Партия |
| ------------ | --------------------------- | ----------------------- | ------ |
| Ганс Лукашек | 20 сентября 1949            | 20 октября 1953         | ХДС    |

### Министры ФРГ по делам беженцев, переселенцев и пострадавших от войны, 1953-1969
| Имя                    | Дата вступления в должность | Дата снятия с должности | Партия     |
| ---------------------- | --------------------------- | ----------------------- | ---------- |
| Теодор Оберлендер      | 20 октября 1953             | 4 мая 1960              | ОБ/СИБ ХДС |
| Ганс-Иоахим фон Меркац | 27 октября 1960             | 14 ноября 1961          | ХДС        |
| Вольфганг Мишник       | 14 ноября 1961              | 15 октября 1963         | СвДП       |
| Ганс Крюгер            | 17 октября 1963             | 7 февраля 1964          | ХДС        |
| Эрнст Леммер           | 19 февраля 1964             | 26 октября 1965         | ХДС        |
| Йоханн Баптист Градль  | 26 октября 1965             | 1 декабря 1966          | ХДС        |
| Кай-Уве фон Хассель    | 1 декабря 1966              | 5 февраля 1969          | ХДС        |
| Генрих Винделен        | 7 февраля 1969              | 21 октября 1969         | ХДС        |